# Traditie
Een traditie (Latijn: trádere, overleveren) is een gebruik of gewoonte die van de ene generatie op de andere wordt doorgegeven. De functie hiervan is het in stand houden van de maatschappelijke stabiliteit.
Soms worden tradities geschapen om een nationale identiteit en daarmee nationale eenheid te bevorderen, wat Eric Hobsbawm en Terence Ranger uitgevonden tradities noemden.
Er zijn diverse soorten tradities, zoals:
- doorgeven van bepaald cultureel erfgoed, kennis en praktijk
- feesten voor goden of godinnen, voor doden of levenden
- sporten in een bepaald gebied
- herdenkingen van belangrijke mensen uit de geschiedenis
- het zingen van liederen bij speciale gelegenheden
- het overleveren van de leermeester op de leerling van bepaalde kenmerken in een kunststijl

In de Katholieke kerk is de traditie een begrip dat als bron voor het verstaan van de openbaring geldt. Tradities zijn echter niet altijd verweven met en eigen aan een bepaalde religie.
Tradities kunnen op grote en kleine schaal voorkomen. Zo viert men over de hele wereld Oud en Nieuw, maar kent niet iedereen het sinterklaasfeest en wordt niet overal Kerstmis gevierd. Ook inzake zeden en gewoonten of gebruiken (zoals bij geboorte, huwelijk of begrafenis) en bij gelegenheid van bepaalde kalenderdagen, zoals oudejaarsdag of -avond en nieuwjaarsdag, zijn er bepaalde tradities (in de westerse wereld het hierboven genoemd Oud en Nieuw, en in bijvoorbeeld Iran, Koerdistan en Afghanistan het Noroez).